# Assassinato de Marvin Gaye
O assassinato de Marvin Gaye, um músico americano que ganhou fama mundial por seu trabalho com a Motown Records, ocorreu em 1º de abril de 1984, quando foi baleado e morto um dia antes de seu 45.º aniversário por seu pai, Marvin Gay Sr., em sua casa em Arlington Heights, Los Angeles, Califórnia. Gaye foi baleado duas vezes após uma briga com seu pai, depois de sua intervenção em uma discussão entre seus pais. Foi declarado morto na chegada ao Califórnia Hospital Medical Center. Mais tarde, o pai de Gaye não contestou a acusação de homicídio culposo. A morte de Gaye inspirou vários tributos musicais ao longo dos anos, incluindo lembranças dos incidentes que levaram à sua morte. Gaye recebeu uma sepultura no Forest Lawn Cemetery e mais tarde foi cremado e suas cinzas espalhadas pelo Oceano Pacífico.

## Circunstâncias
Marvin Gaye teve um relacionamento amargo com seu pai, Marvin Gay Sr., desde a infância. Marvin Sr. era um ministro cristão que era um disciplinador rígido e muitas vezes punia fisicamente seus filhos. Ele também era um crossdresser, que era amplamente conhecido no bairro da família em Washington, DC, e fez do jovem Marvin um alvo de bullying. Foi por causa disso, somado aos rumores da própria homossexualidade de Gaye (e em homenagem a um dos cantores favoritos de Gaye, Sam Cooke), que ele adicionou um "e" ao seu sobrenome quando se tornou famoso. O pai de Gaye nunca aprovou a carreira musical de seu filho e gradualmente ficou ressentido por Gaye ser mais próximo de sua mãe, Alberta, e ter se tornado o ganha-pão da família. Apesar de uma breve melhora em seu relacionamento depois que Gaye obteve sucesso com seu álbum What's Going On, pai e filho nunca encontraram uma paz duradoura.
Em 1983, após um período de exílio fiscal na Europa, Gaye voltou aos olhos do público com o hit Sexual Healing e seu álbum, Midnight Love. Por um tempo, ele também alcançou a sobriedade durante sua longa estada na Bélgica. Retornando aos Estados Unidos, ele embarcou na Sexual Healing Tour, sua última turnê, em abril daquele ano. Gaye, que não gostava muito de fazer turnês, voltou ao abuso de cocaína para lidar com as pressões da estrada e, no meio da turnê, desenvolveu paranóia por causa de um suposto atentado contra sua vida, vestindo um colete à prova de balas até subir no palco. 
Quando a turnê terminou em agosto de 1983, Gaye voltou aos Estados Unidos para cuidar de sua mãe, que estava se recuperando de uma cirurgia renal, e mudou-se para a residência de seus pais em 2101 South Gramercy Place, uma casa que ele comprou para eles em 1973. Durante sua estadia, o pai de Gaye esteve ausente. Em outubro daquele ano, seu pai voltou de uma viagem de negócios em Washington, durante a qual comprou um seguro para a residência anterior de sua família. Inicialmente, as irmãs de Gaye, Jeanne e Zeola, moravam na casa antes de Marvin Sr. retornar à propriedade e partir logo depois devido ao crescente conflito entre pai e filho. Nos seis meses seguintes, os dois homens lutaram para manter distância um do outro. Durante uma briga na casa, o Gay mais velho chamou a polícia para que seu filho deixasse a propriedade. Depois de ficar com uma de suas irmãs, no entanto, Marvin voltou para a propriedade dizendo a um amigo dele: "Afinal, eu tenho apenas um pai. Quero fazer as pazes com ele." Jeanne Gay disse mais tarde a David Ritz que seu pai havia dito a ela que se Marvin o tocasse, ele o "mataria".
No dia de Natal de 1983, Marvin deu a seu pai uma pistola Smith & Wesson .38 Special para que ele pudesse se proteger de intrusos. Amigos e familiares afirmaram que o jovem Marvin costumava ser suicida e paranóico, e agora estava com medo de sair de seu quarto e falava de pouco além de suicídio e morte. Ele às vezes usava três sobretudos e calçava os sapatos nos pés errados. Quatro dias antes de sua morte, de acordo com sua irmã Jeanne, Gaye tentou se matar pulando de um carro esportivo em alta velocidade, sofrendo apenas pequenos hematomas. Jeanne afirmou que "não havia dúvida de que Marvin queria morrer" e que ele "não aguentava mais".